# サラ・ヘンドリクソン
サラ・ヘンドリクソン（Sarah Hendrickson, 1994年8月1日 - ）は、アメリカ合衆国の元ノルディックスキー（女子スキージャンプ）選手である。

## 経歴
1994年8月1日、アメリカ合衆国ユタ州ソルトレイクシティ出身。
2007/08シーズンから本格的にスキージャンプの女子国際大会に参戦。2009年にはリベレツ（ チェコ）で開催された世界選手権に初参加している。
2010年に、ヒンターツァルテン（ ドイツ）にて開催されたノルディックスキー世界ジュニア選手権2010では女子個人で3位となっている。
2011年に、オスロ（ ノルウェー）で開催された世界選手権の女子個人では16位に終わった。
2011/12シーズンに女子ワールドカップが創設されると開幕から他を圧倒する成績を挙げ、6勝するなど好調を維持して臨んだジュニア世界選手権エルズルム大会（ トルコ）では、女子個人で高梨沙羅（ 日本）に敗れて2位となった。その後も好調を維持しワールドカップ13戦中9勝、2位3回という圧倒的な成績で総合優勝を達成した。
2012/13シーズン、ワールドカップ個人第2戦ソチ大会でシーズン初勝利。このシーズンは4勝に留まりW杯総合優勝は高梨に譲ったが、ヴァル・ディ・フィエンメ（ イタリア）で開催された世界選手権では高梨を破り、金メダルを獲得した。
2013/14シーズンは8月に膝の靭帯を損傷したため、シーズン前半のワールドカップには出場せず治療を行った。1月後半に練習を再開し、女子スキージャンプが初採用されたソチオリンピック（ ロシア）出場に漕ぎ着け、21位の成績を残したがその後のワールドカップは欠場した。
2014/15シーズンは第12戦のリュブノで3位に入り2シーズンぶりに表彰台に登った。この後のオスロでの2位がワールドカップ最後の表彰台となった。
2015/16シーズンは再び怪我で治療に専念している。
2016/17シーズンは競技に復帰し、12月8日のW杯リレハンメルでシーズン自己最高の8位。世界選手権にも出場する。
2017/18シーズン、2月の平昌オリンピック（ 韓国）では19位であった。このシーズンがワールドカップ出場の最後となった。
2021年3月、引退を表明した。

## 主な競技成績

### 冬季オリンピック
- 2014年ソチオリンピック ( ロシア)
  - 個人ノーマルヒル 21位
- 2018年平昌オリンピック ( 韓国)
  - 個人ノーマルヒル 19位

### ノルディックスキー世界選手権
- 2009年リベレツ大会 ( チェコ)
  - 個人ノーマルヒル 29位
- 2011年オスロ大会 ( ノルウェー)
  - 個人ノーマルヒル 16位
- 2013年ヴァル・ディ・フィエンメ大会（ イタリア）
  - 個人ノーマルヒル 優勝
  - 混合団体ノーマルヒル 6位
- 2015年ファールン大会（ スウェーデン）
  - 個人ノーマルヒル 6位
  - 混合団体ノーマルヒル 7位
- 2017年ラハティ大会（ フィンランド）
  - 個人ノーマルヒル 23位
  - 混合団体ノーマルヒル 8位

### ジュニア世界選手権
- 2008年ザコパネ大会（ ポーランド）
  - 個人 16位
- 2010年ヒンターツァルテン大会（ ドイツ）
  - 個人 3位
- 2011年オテパー大会（ エストニア）
  - 個人 18位
- 2012年エルズルム大会（ トルコ）
  - 個人 2位
- 2013年リベレツ大会（ チェコ）
  - 個人 6位
  - 団体 8位

### ワールドカップ
- 通算 優勝13回、2位7回、3位5回
- 総合優勝1回（2011/12シーズン）

| 個人総合成績 | 個人総合成績 | 個人総合成績 | 個人総合成績 | 個人総合成績 | 個人総合成績 |
| シーズン     | 総合         | 優勝         | 準優勝       | 3位          | 備考         |
| ------------ | ------------ | ------------ | ------------ | ------------ | ------------ |
| 2011/12      | 優勝         | 9回          | 3回          | 0回          | 初代女王     |
| 2012/13      | 02位         | 4回          | 3回          | 3回          |              |
| 2013/14      | ---          | ---          | ---          | ---          | 出場なし     |
| 2014/15      | 08位         | 0回          | 1回          | 2回          |              |
| 2015/16      | ---          | ---          | ---          | ---          | 出場なし     |
| 2016/17      | 14位         | 0回          | 0回          | 0回          |              |
| 2017/18      | 49位         | 0回          | 0回          | 0回          |              |
| 合計         | ---          | 13回         | 7回          | 5回          |              |